# French dip sandwich

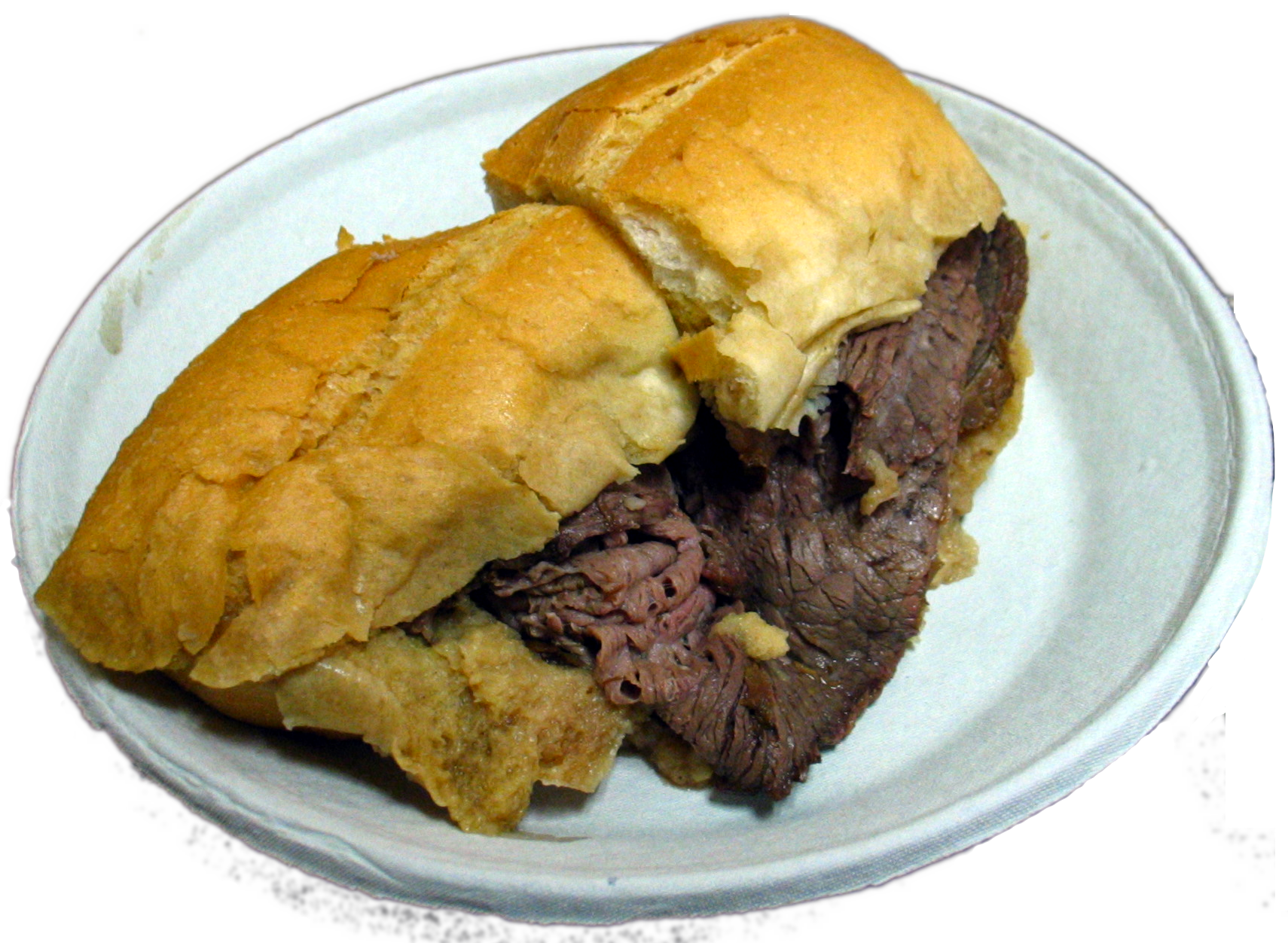
Un French dip sandwich servido en Philippe's.

Un French dip sandwich (en inglés ‘sándwich francés para mojar’), también conocido como beef dip (‘ternera para mojar’), es un sándwich caliente consistente en rosbif (a veces otras carnes) cortado fino es un «panecillo francés» o baguete. Suele servirse au jus (‘con jugo’), esto es, con el jugo soltado por la carne durante su preparación, aunque a veces se sustituye por caldo de ternera.
Si bien el sándwich suele servirse con a una taza de jus o caldo junto al plato, en el que se moja (dip) el sándwich a medida que se come, no era así como se servía cuando se inventó. El French dip se sirven en varias cadenas de restaurantes, incluyendo fast foods, diners y restaurantes convencionales, siempre acompañado del jus pero sin mojar el pan durante la elaboración del sándwich.

## Historia
Dos restaurantes de Los Ángeles (California) reclaman haber inventado el French dip: Cole's Pacific Electric Buffet y Philippe The Original. En ambos se moja el pan en jugo de ternera caliente antes de montar el sándwich. Los clientes también pueden pedir que se les sirva double dipped (‘mojado doble’) en ambos locales. Philippe's usa tradicionalmente su propia marca de mostaza picante para acompañar el sándwich.
La controversia sobre quién inventó el sándwich no ha sido resuelta del todo. Ambos restaurantes fueron fundados en 1908. Sin embargo, Cole's afirma que creó el sándwich poco después de la apertura del local, mientras Philippe's afirma que el propietario Philippe Mathieu lo inventó en 1918.